# Ernst Fuhrmann (Künstler)
Ernst Fuhrmann (* 19. November 1886 in Hamburg; † 18. November 1956 in New York City) war ein deutscher Dichter und Schriftsteller, Philosoph und Fotograf.

## Leben
Ernst Fuhrmann stammt aus einer wohlhabenden Hamburger Familie. Nach Abschluss seiner kaufmännischen Lehre arbeitete er zunächst bis 1914 in einem Hamburger Übersee-Handelshaus. Er schrieb Lyrik und Prosa im Kreis des Schriftstellers Richard Dehmel. Nach dem Ende des Ersten Weltkriegs, ab 1920, leitete Fuhrmann die völkerkundliche Abteilung des Folkwang-Museums in Hagen. In den Jahren 1921 bis 1931 erschienen seine gesammelten Schriften in einer zehnbändigen Werkausgabe.
Als Fotograf gehört Fuhrmann zu den Pionieren der Neuen Sachlichkeit. Er war ein bedeutender Vertreter der botanischen Fotografie, der zahlreiche Makrofotografien von Pflanzen aufnahm. 1930 erschien sein Fotoband „Die Pflanze als Leben“ mit 200 Aufnahmen. Für Fuhrmann arbeiteten Fotografen wie Albert Renger-Patzsch und Lotte Jacobi. Fuhrmann war Begründer einer organisch-ökologischen Denkweise, die er „Biosophie“ nannte. Seinem biosophischen Weltbild legte er eine Analogie zwischen Pflanze und Staatswesen zugrunde („Die Pflanze ist ein Staat“).
Er war Leiter des Folkwang-Verlags, nach dessen Konkurs 1923 war er beteiligt an der Gründung des Auriga-Verlages in Darmstadt und Berlin, 1928 des Folkwang-Auriga-Verlags in Friedrichssegen/Lahn.
Ab 1931 lieferte er regelmäßig Beiträge für die von Franz Jung und Harro Schulze-Boysen herausgegebene Zeitschrift „Der Gegner“. Er war beteiligt an der Zeitschrift Der Dom von 1930, in der Vertreter der Lebensreform (Gusto Gräser, Max Schulze-Sölde), der Jugendbewegung (Friedrich Muck-Lamberty, Karl Otto Paetel) und der Biosophischen Bewegung (Ernst Fuhrmann, Hugo Hertwig, Franz Jung) zusammenfanden. In seinem gleichnamigen Buch von 1932 hat er die naturmystischen Ideen dieser Vorläufer einer „grünen“ Bewegung näher ausgeführt.
Er war letzter Direktor des Folkwang-Museums und der Nachlassverwalter des Kunstmäzens Karl Ernst Osthaus. Fuhrmann emigrierte 1938 nach New York, er hinterließ sein Archiv dem Hamburger Verleger Wilhelm Arnholdt. Ein weiterer umfangreicher Nachlassteil befindet sich im Deutschen Literaturarchiv Marbach.
Er war verheiratet mit der Dichterin Elisabeth Paulsen (1879–1951), einer Tochter des Theologen Theodor Paulsen. Sie blieb mit dem Sohn Arend in Deutschland. 1953 heiratete Ernst Fuhrmann die Emigrantin Ilse Wassermann. Er starb am Vortag seines 70. Geburtstags in New York City.

## Werke

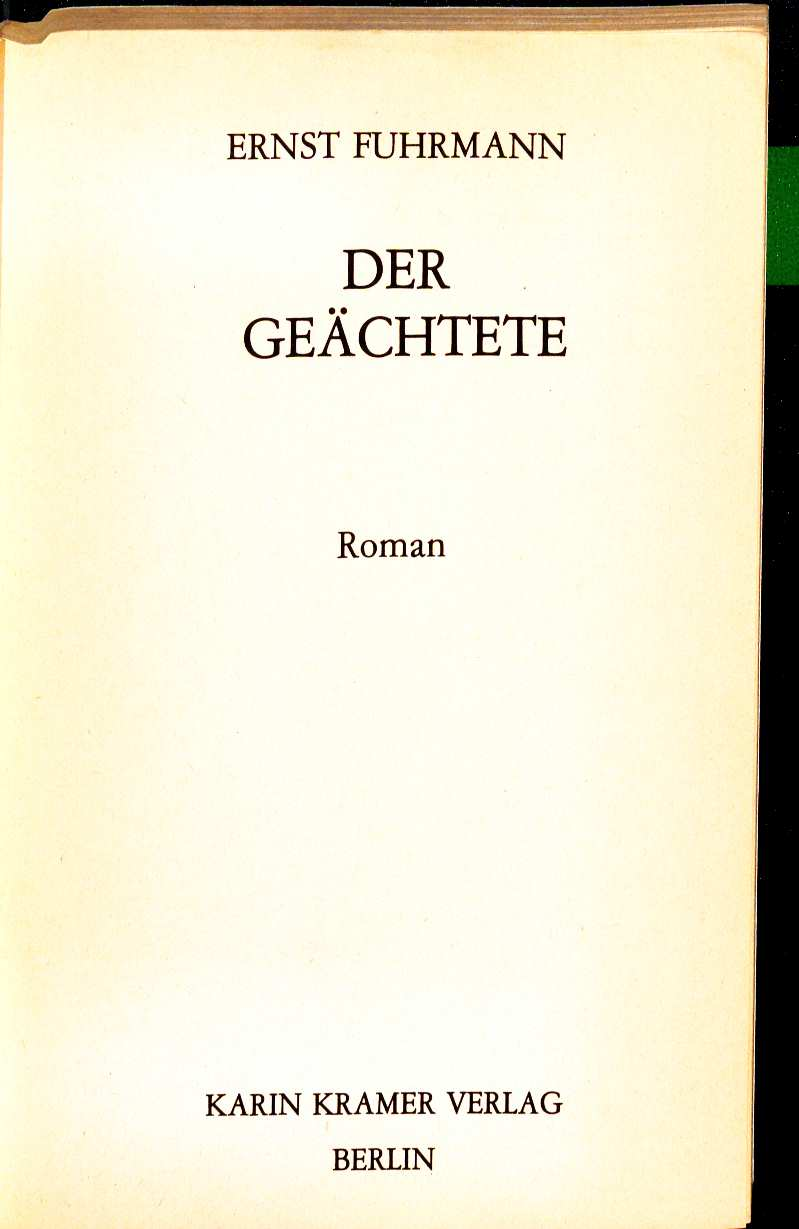
Titelblatt

- Der Geächtete. Roman. Folkwang-Auriga 1931 (Neudruck: Kramer, 1986, ISBN 3-87956-151-6).
- Die Welt der Pflanze. Auriga, Berlin 1924.
- Spiegel des Mahatma. Der große Atem. Ein Buch zum altneuen Sinn des Werdens. Folkwang, Hagen i. W. 1921 (Anonym).
- China. Das Land der Mitte. Folkwang, Hagen i. W. 1921.
- Das Tier in der Religion. Müller, München 1922.
- Afrika. Sakralkulte. Vorgeschichte der Hieroglyphen. Folkwang, Hagen i.W., Darmstadt 1922.
- Der Bienenmensch. Auriga, Gotha, Darmstadt 1924.
- Die Pflanze als Lebewesen. Eine Biographie in 200 Aufnahmen. Societäts-Verlag, Frankfurt (Main), 1930
- Sammelausgabe aus den Schriften von Ernst Fuhrmann. Bände I–X. Folkwang-Auriga, Friedrichssegen/Lahn 1931.
- Grundformen des Lebens. Biologisch-philosophische Schriften. Hrsg. Franz Jung. Lambert/Schneider, Heidelberg/Darmstadt 1962.
- Was die Erde will. Eine Biosophie. Hrsg. Gert Mattenklott. Matthes & Seitz, München 1986, ISBN 3-88221-352-3.
- Zeitschrift: Auriga. Gedanken für Außenseiter. Folkwang-Auriga, Friedrichssegen/Lahn 1928–1929.
- Zeitschrift: Der Dom. Mühlhausen 1930.
- Der Dom. Folkwang-Auriga, Braubach 1932.